# Мы можем быть героями
«Мы можем быть героями» (англ. We Can Be Heroes; вариант: «Мы можем стать героями») — супергеройский фильм режиссёра Роберта Родригеса по его собственному сценарию. Это спин-офф «Приключения Шаркбоя и Лавы» (2005) и франшизы «Дети шпионов».
Фильм вышел на Netflix 25 декабря 2020 года.

## Сюжет
После того, как супер-героев Земли похищают инопланетные захватчики, их дети объединяются в команду и учатся работать сообща для того, чтобы спасти весь мир и своих родителей.

## В ролях
- Я-Я Госселин — Мисси Морено
- Приянка Чопра — мисс Гранада
- Педро Паскаль — Маркус Морено
- Кристиан Слейтер — Тех-но
- Бойд Холбрук — Чудесник
- Сон Кан — Мгновенный
- Тейлор Дули — Лава
- Джеффри Дж. Дашнау — Шаркбой
- Акира Акбар — Мотай вперёд
- Айзиа Расселл-Бэйли — Мотай назад
- Энди Уокен — Колесо
- Эндрю Диас — Гримасник
- Дилан Генри Лау — Неспеш
- Лион Дэниелс — Макарон
- Хала Финли — Охо
- Нэйтан Блэр — Сюрприз
- Лотус Блоссом — А Капелла Вокс
- Хейли Рейнхарт — Мисс Вокс
- Джейми Перес — Невидимая девушка
- Вивиен Лайра Блэйр — Гуппи, дочка Шаркбоя и Лавы
- Адриана Барраса — Бабушка Анито Морено
- Кристофер Макдоналд — Президент Америки Нил Анами
- Брэнтли Хэйлброн — Крашин Лоу
- Бриттани Перри-Расселл — Красная Молниеносная Ярость
- Дж. Куинтон Джонсон — Багровая Легенда

## Создание

### Подготовка
В августе 2019 года было объявлено, что Роберт Родригес напишет сценарий, срежиссирует и спродюсирует супергеройский фильм «Мы можем быть героями» для Netflix посредством своей компании Troublemaker Studios.

### Подбор актёров
В августе 2019 было также объявлено о том, что Приянка Чопра будет исполнять главную роль в фильме. Вместе с ней в фильме также будут сниматься Кристиан Слейтер, Я-Я Госселин, Акира Акбар, Хэйли Рэйнхарт, Энди Уокен, Эндрю Диас, Педро Паскаль, Сон Кан, Бойд Холдбрук, Хала Финли, Исайя Расселл-Бэйли, Лотус Блоссом, Лайон Дэниэлс, Натан Блэйр, Вивиен Лайра Блэйр, Адриана Барраса, Бриттани Перри-Расселл, Кристофер Макдоналд, Дж. Куинтон Джонсон и Дилан Хенри Лау.

### Съёмки
Съёмочный период начался в августе 2019 года в Техасе.

## Выпуск
Первоначально выпуск фильма был намечен на 1 января 2021 года, но потом был перенесён на 25 декабря 2020.